# جام ملت‌های اروپای زنان ۲۰۰۱
مسابقات فوتبال زنان اروپا ۲۰۰۱ هشتمین دورهٔ مسابقات فوتبال زنان اروپا بود. این مسابقات به میزبانی کشور آلمان بود و از ۲۳ ژوئن تا ۷ ژوئیه ۲۰۰۱ انجام پذیرفت. تیم ملی فوتبال زنان آلمان با زدن گل طلایی و نتیجه ۰–۱ بر تیم ملی فوتبال زنان سوئد پیروز شد و قهرمان این رقابت‌ها شد.

## مرحله ی انتخابی
تیم‌های رقابت‌کننده به چهار گروه تقسیم شدند. برندهٔ هر یک از آن‌ها به مرحلهٔ بعد راه یافتند. در حالی که تیمهای دوم و سومِ هر گروه، برای راه یافتن به رقابت‌ها به مرحلهٔ پلی آف می‌روند و با یکدیگر مسابقه می‌دهند.

### فینال
| آلمان           | ۱–۰ (و.ا.) | سوئد |
| --------------- | ---------- | ---- |
| کلادیا مولر '۹۸ | Report     |      |